# Троицкое (Акмолинская область)
Троицкое (каз. Троицкое) — село в Зерендинском районе Акмолинской области Казахстана. Административный центр Троицкого сельского округа. Код КАТО — 115658100.

## География
Село расположено на юге, в 20 км на северо-запад от центра района села Зеренда.

### Улицы[2]
- ул. Адилет,
- ул. Александра Тукина,
- ул. Бейбитшилик,
- ул. Бирлик,
- ул. Болашак,
- ул. Достык,
- ул. Жастар,
- ул. Женис,
- ул. Мектеп,
- ул. Орталык.

### Ближайшие населённые пункты
- село Карсак в 8 км на юго-западе,
- село Кеноткель в 8 км на северо-востоке,
- аул Ондирис в 9 км на востоке.

## Население
В 1989 году население села составляло 1169 человек (из них русских 54%, казахов 27%).
В 1999 году население села составляло 808 человек (405 мужчин и 403 женщины). По данным переписи 2009 года, в селе проживали 693 человека (352 мужчины и 341 женщина).
| Численность населения | Численность населения | Численность населения |
| 1989                  | 1999                  | 2009                  |
| --------------------- | --------------------- | --------------------- |
| 1169                  | ↘808                  | ↘693                  |

## Известные уроженцы
- Самойленко, Василий Филиппович (1895—1981) — советский военачальник, полковник.